# IFK Falun
IFK Falun är en idrottsförening i Falun, bildad 23 januari 1897. Klubben bedriver numera enbart alpin skidsport, och kallas IFK Falun Alpin. Utförsskidåkningen startade i slutet av 1930-talet, men hade till en början problem med att hitta egen backe innan man 1943 fick igång en backe vid Logårdsstugan och därmed inleddes eran med slalomaktiviteter. Under 1970-talet försvann nästan all annan sport från programmet, och efter en tid i Lugnetbacken satte klubben 1972 igång med den verksamhet i Källviksbacken som fortfarande är mycket stor.
Klubben har haft många framgångsrika åkare, bland annat Ola Rylander som på ett ben tog guldmedalj i störtlopp vid handikapp-VM 1982, och i slalom vid handikapp-OS 1984.
Klubben var tidigare även framgångsrik i bandy och friidrott. Harald Andersson spelade från 1933 både bandy för klubben, och friidrottade för den. Carl Hårleman vann 1917 SM-guld i stavhopp för klubben. Bandyverksamheten uppgick den 10 december 1935 i Falu BS.